# Methoxy

Strukturní vzorec methoxyskupiny

Methoxyskupina (CH3O-) je funkční skupina skládající se z methylové skupiny a atomu kyslíku napojeného jednoduchou vazbou na uhlík; patří mezi alkoxyskupiny. Při elektrofilní aromatické substituci funguje jako substituent první třídy. V poloze para je skupinou zvyšující elektronovou hustotu, zatímco v poloze meta elektronovou hustotu snižuje.

## Příklady sloučenin
Nejjednodušší sloučeniny obsahující methoxyskupinu jsou methanol a dimethylether. K dalším významným methoxysloučeninám patří anisol a vanilin. K alkoxidům s methoxyskupinou (methoxidům) patří například methoxid titaničitý. Estery obsahující tuto skupinu jsou methylestery, skupina —COOCH3 je v podstatě methoxykarbonyl.

## Výskyt a příprava

### Biosyntéza
V přírodě se methoxyskupiny vyskytují u nukleosidů, kde vznikají 2'-O-methylací. Také jsou často součástmi O-methylovaných flavonoidů, jejichž tvorbu katalyzují O-methyltransferázy fungující podobně jako fenoly. Mnoho látek obsažených v rostlinách, například ligniny, vzniká působením kafeoyl-CoA O-methyltransferázy.

### Methoxylace
Methoxyderiváty organických sloučenin se často připravují methylací alkoxidů. Některé arylmethoxidy lze získat methylací fenolů katalyzovanou kovy nebo methoxylací arylhalogenidů.